# تابالوگا (مجموعه تلویزیونی)

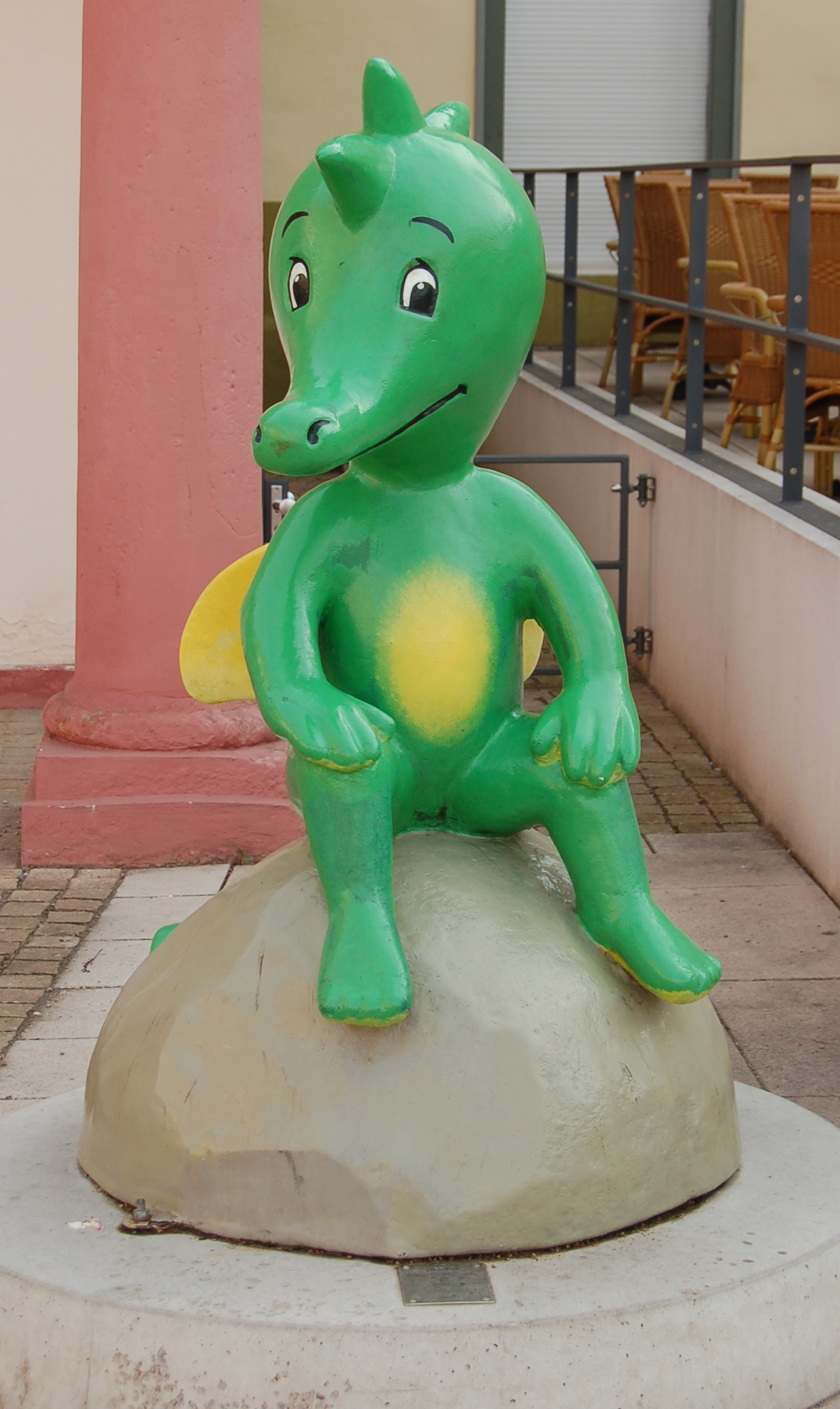
مجسمه Tabaluga در Erfurt

تابالوگا (به انگلیسی: Tabaluga) مجموعه تلویزیونی انیمیشن تولید شده توسط کمپانی فلایینگ بارک پروداکشن که بین سالهای ۱۹۹۶ تا ۲۰۰۴ تولید و پخش شد. این اثر بر اساس شخصیت خیالی به نام تابالوگا که در آغاز در یکی از تصنیف‌های کودکانه و افسانه‌ای پیتر مافای به نام «تابالوگا، سفری به درون دلیل» معرفی شد.

## داستان
در این مجموعه اژدهای سبز رنگ هفت ساله ای به نام تابالوگا پس از مرگ پدرش آخرین اژدها و شاهزاده سرزمینی به نام گرینلند میشود.